# Soul Kitchen (film)

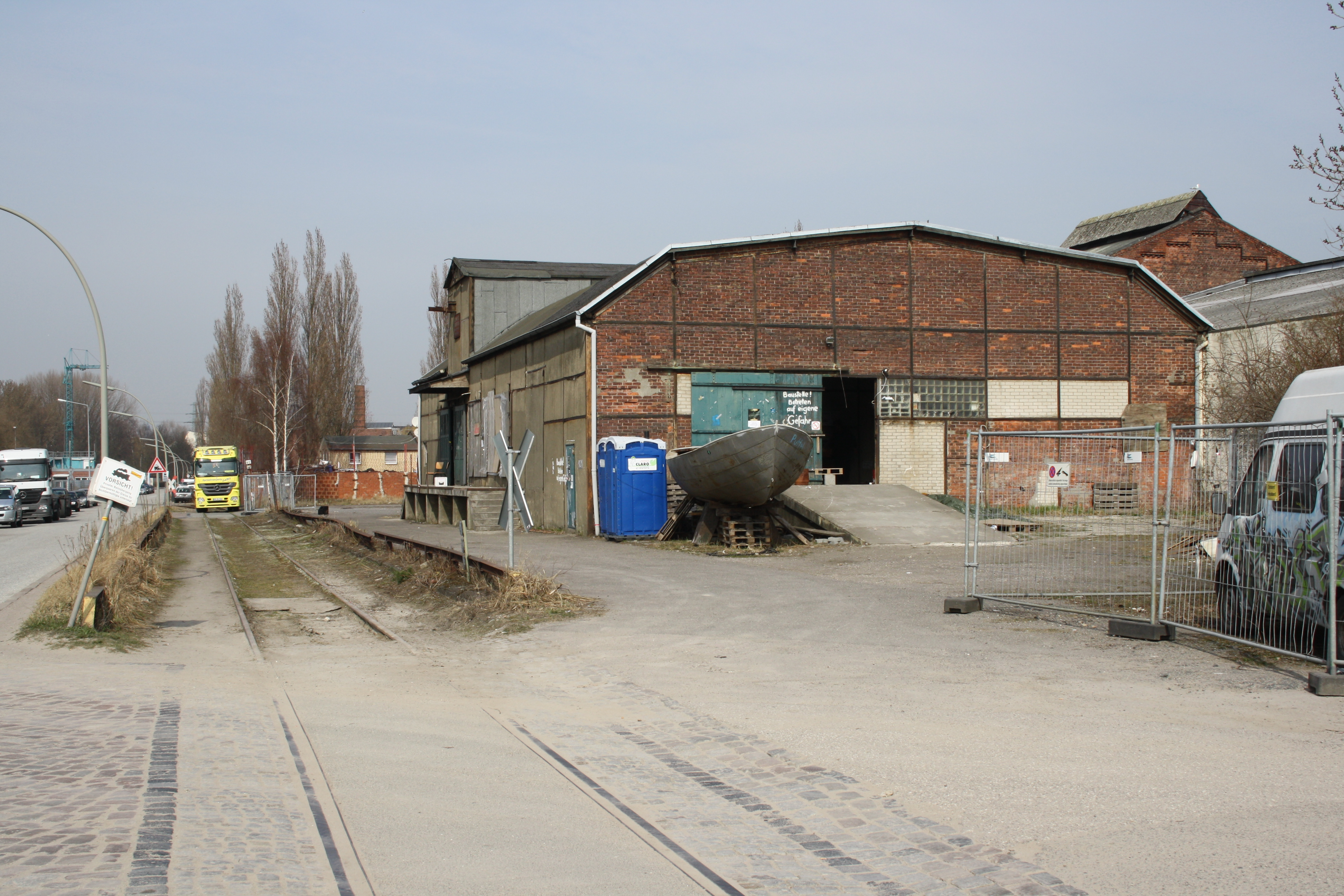
Budynek w hamburskiej dzielnicy Wilhelmsburg, mieszczący filmową restaurację „Soul Kitchen”

Soul Kitchen – niemiecki film komediowy z 2009 w reżyserii Fatiha Akina.
Światowa premiera filmu miała miejsce 10 września 2009 roku podczas 66. Międzynarodowego Festiwalu Filmowego w Wenecji, gdzie obraz był prezentowany w Konkursie Głównym. Na tym festiwalu film otrzymał Wielką Nagrodę Jury.

## Fabuła
Pochodzący z Grecji Zinos jest właścicielem podupadającej restauracji „Soul Kitchen”. znajdującej się w Hamburgu. Na głowie ma mnóstwo problemów: jego dziewczyna postanawia go porzucić, aby pracować w Szanghaju, brat wychodzi po odsiadce z więzienia, nie mając się gdzie podziać zamieszkuje u Zinosa, a dawny kolega Thomas, chcący odkupić restaurację, nasyła na Zinosa urząd kontroli. Podłamany Zinos daje pracownikom restauracji wolną rękę. I tak niespełniony szef kuchni zaczyna gotować to, co zawsze chciał, a DJ odrywa ludzi wprost od talerza. Niespodziewanie restauracja staje się najpopularniejszym miejscem w Hamburgu, prawdziwym tyglem kulturowym.

## Obsada
- Adam Bousdoukos jako Zinos Kazantsakis
- Birol Ünel jako Shayn Weiss
- Moritz Bleibtreu jako Illias Kazantsakis
- Anna Bederke jako Lucia Faust
- Pheline Roggan jako Nadine Krüger
- Dorka Gryllus jako Anna Mondstein
- Wotan Wilke Möhring jako Thomas Neumann
- Lucas Gregorowicz jako Lutz
- Demir Gökgöl jako Sokrates
- Udo Kier jako pan Jung
- Monica Bleibtreu jako babcia Krüger
- Marc Hosemann jako Ziege
- Cem Akın jako Milli
- Jan Fedder jako pan Meyer

i inni

## Nagrody i nominacje
Europejskie Nagrody Filmowe 2010

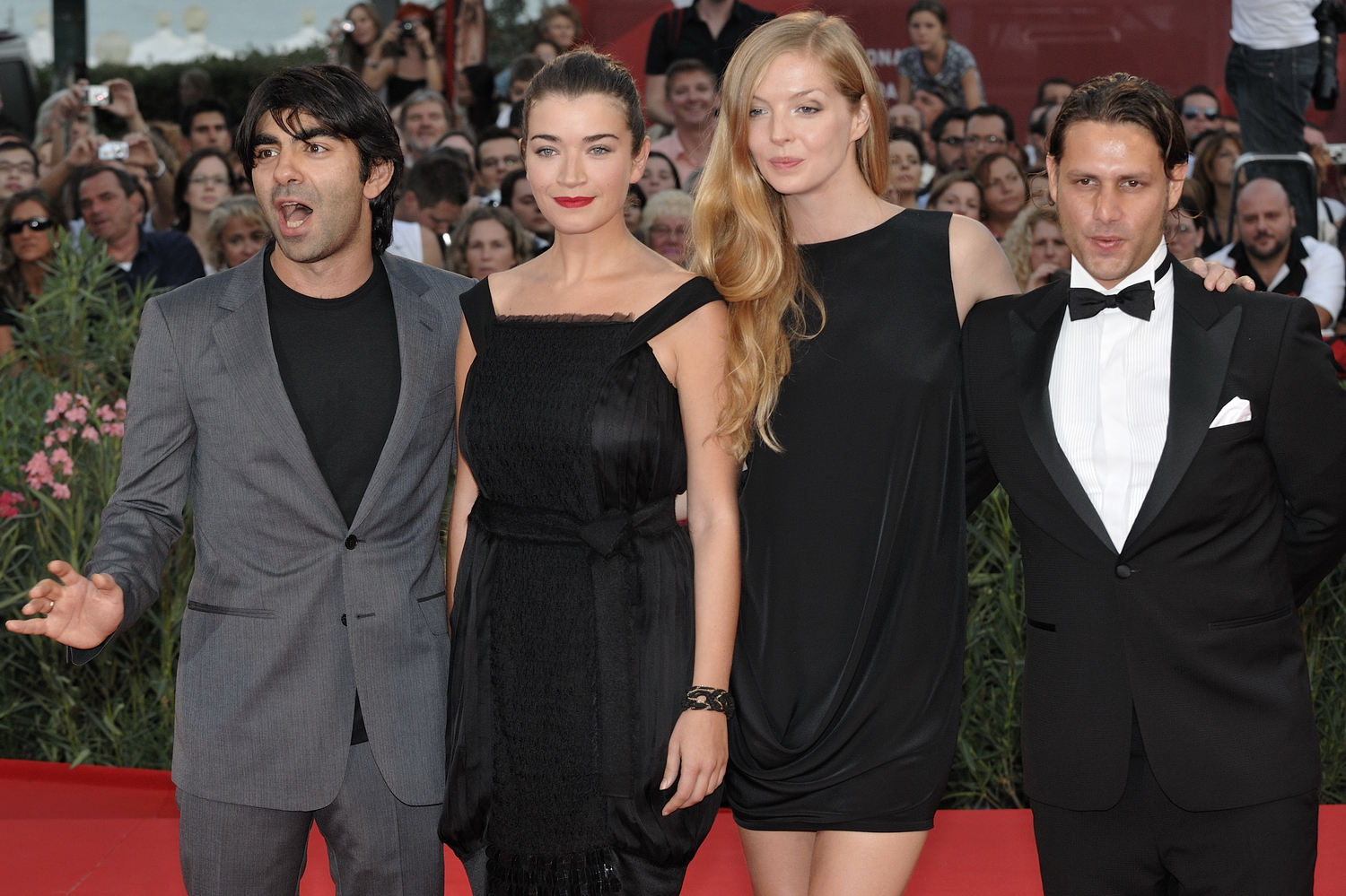
Reżyser filmu Fatih Akın, aktorki Anna Bederke i Pheline Roggan oraz aktor Adam Bousdoukos podczas 66. Międzynarodowego Festiwalu Filmowego w Wenecji, 9 września 2009

- nominacja: Najlepszy Europejski Film − Fatih Akın
- nominacja: Nagroda Publiczności (People’s Choice Award)

66. Międzynarodowy Festiwal Filmowy w Wenecji
- nagroda: Wielka Nagroda Jury − Fatih Akın
- nagroda: Nagroda Młodego Kina − Fatih Akın
- nominacja: Złoty Lew − Fatih Akın

Niemiecka Nagroda Filmowa
- nominacja: najlepszy film − Fatih Akın i Klaus Maeck
- nominacja: najlepszy montaż − Andrew Bird

Nagroda Satelita 2010
- nominacja: najlepszy film zagraniczny − Niemcy